# 鄭得書
鄭得書（1558年—？），字子讀，號心缉，福建泉州衛中千戶所人，官籍，明朝政治人物。

## 生平
萬曆四年（1576年）丙子科福建鄉試二十一名。萬曆十四年（1586年）丙戌科会试一百二十三名，廷试三甲一百十五名進士。礼部观政，授大名縣知縣，后升戶部主事，卒於任內。

## 家族
曾祖父鄭良佐，曾任廣東潮州府知府；祖父鄭承文，曾任庠生；父親鄭士新，曾任廩生。母陳氏。慈侍下。弟得第（庠生）、得麟、得辰、得献。